# Rue du Chat qui Pêche
Die Rue du Chat qui Pêche ist eine Gasse im Quartier de la Sorbonne im 5. Arrondissement von Paris.

## Lage
Mit einer maximalen Breite von 1,80 Metern wird sie manchmal als die schmalste Straße der Hauptstadt dargestellt, wobei sie jedoch zum Sentier des Merisiers (90 cm breit) im 12. Arrondissement in Konkurrenz steht. Sie verbindet den Quai Saint-Michel mit der Rue de la Huchette und ist 29 m lang.

## Namensursprung
Ihren Namen verdankt sie dem Schild eines ehemaligen Geschäfts, das sich dort befand. Dieser Fischhandel gehörte einem Kanoniker namens Dom Perlet, dessen schwarzer Kater für seine Fähigkeit bekannt war, mit einem einfachen Schlag seiner Pfote Fische aus der Seine zu holen.

## Geschichte
Als die Gasse 1540 eröffnet wurde, führte sie direkt an das Flussbett der Seine. Sie hieß zuerst „Rue des Étuves“ oder „Ruelle des Étuves“ dann „Rue du Renard“ (die heutige Rue du Renard liegt auf der anderen Seite der Seine) oder „Rue des Bouticles“, ehe sie dann ihren heutigen Namen erhielt.

## In der Literatur
Sie gab der Geschichte „la Rue du Chat qui Pêche“ von Jolán Földes, einem ungarischen Autor, der in den 1930er Jahren in dieser Straße lebte, ihren Namen. Der ursprüngliche Titel ist die wörtliche Übersetzung des Straßennamens ins Ungarische: A halászó macska utcája.
In El Botánico, einem Gedicht des argentinischen Autors Juan Gelman (1930–2014), wird die Rue du Chat-qui-Pêche gleich zweimal genannt, da der Ort in der Fantasie des französischen Botanikers Aimé Bonpland (1773–1858) eine imaginäre Liebe zu der Inderin Nunu an der Mündung des Orinoco beflügelt. Dieses Gedicht ist in Frankreich durch seine Vertonung von Juan Cedrón bekannt und wurde von der Gruppe Cuarteto Cedrón (Chansons d'amour d'Occitanie et autres histoires, Polydor, 1975) aufgenommen.